# LGVローヌ-アルプ線
LGVローヌ・アルプ線(仏: LGV Rhône-Alpes、ligne nouvelle 4、LN4)はフランスローヌ＝アルプ地域圏に位置する全長115kmの高速鉄道路線でLGV南東線の南方向への延長路線である。全線開業は1994年でリヨン地域の東側を迂回する形で建設された。最初の区間の開業は1992年12月13日である。全線開業に合わせて、現在はリヨン・サン＝テグジュペリTGV駅と改称されたサン＝テグジュペリ国際空港の最寄駅であるサトラス駅が設置された。ヴァランスTGV駅から先は、LGV地中海線として当路線は続いており、フランスの国土軸を形成する重要幹線として機能している。

## 路線経路
当路線は北から南に向かってアン県 、ローヌ県、イゼール県、ドローム県の計4県を通過している。
LGV南東線の分岐点モンタネ (Montanay)からサン＝カンタン＝ファラヴィエ(Saint-Quentin-Fallavier)までの42kmとサン＝カンタン＝ファラヴィエからヴァランスまでの73kmで構成されている。サン＝カンタン＝ファラヴィエではサヴォワ県、イゼール県、シャンベリとモダーヌ経由でイタリア方面への在来路線とも接続している。

## 路線規格
路線の表面積はサン＝テグジュペリ国際空港とほぼ同じ12.18km²で、一期開業区間はLGV南東線と同様に名目上の最高速度は300km/h、曲率半径は4,000m、軌道中心間隔は4.2mとなっている。二期開業区間は最高速度320km/hに対応した設計である。計4.3kmとなる10箇所の長い高架橋と、計5.3kmになる4箇所のトンネルも含まれる。電化方式は25kV-50Hzである。
列車集中制御装置に概念が近いCCT (Commande centralisée des trains,Central Train Command)と呼ばれる保安装置によりリヨン・ペラーシュ駅に程近いフランス国鉄のビル内にある指令所から列車を遠隔管理している。列車制御装置はTVMを使用。

## 駅
沿線に設置されている駅はサン＝テグジュペリ国際空港の最寄駅であるSaugnieuにあるリヨン・サン＝テグジュペリTGV駅のみで、著名な建築家サンティアゴ・カラトラヴァによって設計されている。

## 沿革
- 1989年10月28日 - 公益宣言後(Déclaration d'utilité publique)、事業開始。
- 1992年12月13日 - 1期区間モンタネ・サン＝カンタン＝ファラヴィエール間42kmが開業。
- 1994年6月28日 - リヨン・サン＝テグジュペリTGV駅(旧サトラス駅)が開業[1]。
- 1994年7月3日 - 2期区間サン＝カンタン＝ファラヴィエール・ヴァランス間73kmが開業。
- 2001年6月7日 - 南方向へ延びるLGV地中海線が開業。

## 参考資料・出典
- ヨーロッパの超特急　白水社文庫クセジュ　エリック・シノッティ/ジャン＝バティスト・トレブル著　湧口清隆訳　　22頁